# Transtorno de compras compulsivas
A oniomania ou transtorno de compras compulsivas (TCC), também referido simplesmente como comprar compulsivo, é caracterizado por uma compulsão por compras e comportamento impulsivo de compra que causa consequências adversas. É "experimentado como um desejo recorrente, irresistível e incontrolável de adquirir bens sem utilidade prática e de custo muito baixo, resultando em atividade de varejo excessiva, cara e demorada [que é] normalmente motivada por afetividade negativa" e resulta em “graves dificuldades sociais, pessoais e/ou financeiras”. A maioria das pessoas com TCC atende aos critérios para transtorno de personalidade. A compra compulsiva também pode ser encontrada entre pessoas com Doença de Parkinson ou demência frontotemporal.
O transtorno compulsivo de compras é classificado pela CID-11 entre "outros transtornos específicos de controle de impulsos". Vários autores consideraram as compras compulsivas mais como uma variedade de transtorno de dependência.

## História
De acordo com o médico alemão Max Nordau, o psiquiatra francês Valentin Magnan cunhou o termo oniomania na tradução alemã de 1892 de suas Palestras Psiquiátricas (Psychiatrische Vorlesungen). Magnan descreve a compra compulsiva como um sintoma de degeneração social. Em seu livro Degeneration (1892), Nordau chama a oniomania ou "mania de comprar" de "estigma de degeneração". Emil Kraepelin descreveu a oniomania em 1909, e ele e Bleuler incluíram a síndrome em seus influentes primeiros livros psiquiátricos. Kraepelin descreveu a oniomania como "um desejo patológico de comprar... sem qualquer necessidade real e em grandes quantidades", considerando-a ao lado da cleptomania e de outras condições que se pensava estarem relacionadas com a impulsividade (do tipo hoje denotado como distúrbios do controle dos impulsos).
Parece ter havido relativamente pouco interesse em colocar o TCC como uma patologia distinta até a década de 1990.   Foi sugerido que mesmo no século 21, as compras compulsivas podem ser consideradas uma doença mental pouco reconhecida. Desde 2019, a CID-11 (a 11ª revisão da Classificação Internacional de Doenças) classifica-o entre "outros transtornos especificados de controle de impulsos" (codificados como 6C7Y), usando o descritor transtorno de compras compulsivas.

## Características
O TCC é caracterizado por uma obsessão por compras e comportamentos de compra que causam consequências adversas. De acordo com Kellett e Bolton, "é experimentado como um desejo irresistível-incontrolável, resultando em atividade de varejo excessiva, cara e demorada [que é] normalmente motivada por afetividade negativa" e resulta em "grossos prejuízos sociais, pessoais e/ou financeiros". dificuldades". O que diferencia o TCC das compras saudáveis é a natureza compulsiva, destrutiva e crônica da compra. Embora as compras possam ser um caminho positivo para a auto-expressão, em excesso representam uma ameaça perigosa.
O TCC é frequentemente comórbido com humor, ansiedade, abuso de substâncias e transtornos alimentares. Pessoas com pontuações altas em escalas de compra compulsiva tendem a compreender mal seus sentimentos e a ter baixa tolerância a estados psicológicos desagradáveis, como humor negativo. O início do TCC ocorre no final da adolescência e início dos vinte anos e geralmente é crônico. O fenômeno da compra compulsiva tende a afetar mais as mulheres do que os homens. Os relatórios acima mencionados sobre esta matéria indicaram que o domínio do grupo maioritário é tão grande que representa mais de 90% da população afetada. Zadka e Olajossy sugerem a presença de várias tendências semelhantes entre maneirismos do tipo consumista e consumo patológico de elementos psicoativos. Essas tendências incluem uma necessidade constante de consumir, dependência pessoal e uma tendência à falta de senso de autocontrole sobre o comportamento. Além disso, Zadka e Olajossy afirmam que se poderia concluir que os indivíduos que sofrem do transtorno estão frequentemente na segunda a quarta década de suas vidas e exibem maneirismos semelhantes à personalidade neurótica e aos transtornos de controle de impulsos.
O TCC é semelhante, mas distinto, do acúmulo e da mania do TOC. A compra compulsiva não se limita a pessoas que gastam além de suas posses; também inclui pessoas que passam muito tempo fazendo compras ou que pensam cronicamente em comprar coisas, mas nunca as compram. Tratamentos promissores para o TCC incluem medicamentos como inibidores seletivos da recaptação de serotonina (ISRS) e grupos de apoio como Devedores Anônimos.
A investigação revela que 1,8 a 8,1 por cento da população adulta em geral tem TCC e que, embora o início habitual seja no final da adolescência ou no início da idade adulta, é frequentemente reconhecido como um problema mais tarde na vida.

## Distinções
Ao contrário dos consumidores e acumuladores normais, que ficam entusiasmados e concentrados nos itens adquiridos, os compradores compulsivos ganham entusiasmo e concentram-se no processo de aquisição em si e não no item adquirido.
O transtorno de compra compulsiva está fortemente associado a impulsos excessivos ou mal administrados relacionados à compra de itens e ao gasto de moeda de qualquer forma; digital, móvel, crédito ou dinheiro.
Quatro fases foram identificadas na compra compulsiva: antecipação, preparação, compras e gastos. A primeira fase envolve a preocupação com a compra de um item específico ou com as compras em geral. Na segunda fase, o indivíduo planeja a excursão de compras. A terceira fase é o evento de compras propriamente dito; enquanto a quarta fase é completada pelos sentimentos de excitação associados ao gasto de dinheiro nos itens desejados.
Os termos compras compulsivas, compras compulsivas e gastos compulsivos são frequentemente usados de forma intercambiável, mas os comportamentos que representam são, na verdade, distintos. Pode-se comprar sem fazer compras, e certamente comprar sem comprar: dos compradores compulsivos, cerca de 30% descreveram o próprio ato de comprar como algo que proporciona agitação, independentemente dos bens adquiridos.

## Causas
A compra compulsiva pode ser encontrada entre pessoas com doença de Parkinson ou demência frontotemporal.
O TCC muitas vezes tem raízes em experiências iniciais. Perfeccionismo, impulsividade e compulsividade geral, desonestidade, insegurança e necessidade de obter controle também têm sido associados ao transtorno.   Do ponto de vista médico, pode-se concluir que os distúrbios do controle dos impulsos são atribuídos ao desejo de estímulos positivos.  O método normal de operação em um cérebro saudável é que a regulação do córtex frontal lide com a atividade de recompensa. No entanto, em indivíduos com distúrbios comportamentais, este sistema específico funciona mal. Os cientistas relataram que os compradores compulsivos têm atividades significativamente diferentes nesta área do cérebro. 
A compra compulsiva parece representar uma busca de si mesmo em pessoas cuja identidade não é sentida com firmeza nem confiável, como indicado pela forma como as compras muitas vezes fornecem marcadores de identidade social ou pessoal.  Aqueles com distúrbios associados, como PSPT / TEPT-C,  ansiedade, depressão e mau controle dos impulsos são particularmente propensos a tentar tratar sintomas de baixa autoestima por meio de compras compulsivas.
Outros, no entanto, opõem-se, afirmando que tais explicações psicológicas para a compra compulsiva não se aplicam a todas as pessoas com TCC.
As condições sociais também desempenham um papel importante na TCC, e a ascensão da cultura do consumo contribui para a visão da compra compulsiva como um vício especificamente pós-moderno, particularmente no que diz respeito às plataformas de compra pela Internet.
Cartões de crédito prontamente disponíveis permitem gastos ocasionais além de suas possibilidades, e alguns sugeririam que o comprador compulsivo deveria trancar ou destruir completamente os cartões de crédito. As compras online também facilitam o TCC, com o vício em leilões online, usado para escapar de sentimentos de depressão ou culpa, tornando-se um problema reconhecível.

## Materialismo e busca de imagens
Uma perspectiva psicológica social sugere que a compra compulsiva pode ser vista como uma forma exagerada de uma busca mais normal de validação através da compra. Além disso, as pressões da difusão dos valores materialistas e da cultura de consumo nas últimas décadas podem levar as pessoas a fazer compras compulsivas.
As empresas adotaram o neuromarketing agressivo ao associar a identificação de um status social elevado à compra de itens. Eles se esforçam para trazer tal indivíduo como uma espécie de herói popular por ter a capacidade de comprar vários itens. Como resultado, segundo Zadka e Olajossy, o ato de comprar é então associado ao sentimento de possuir um status social mais elevado ou de subir na hierarquia social. Zadka afirma que estas empresas aproveitam as fragilidades do ego das pessoas na tentativa de fazê-las gastar o seu dinheiro.

## Sintomas e curso
Critérios diagnósticos para compra compulsiva foram propostos:
1. Preocupação excessiva com a compra.
2. Angústia ou prejuízo como resultado da atividade.
3. A compra compulsiva não se limita a episódios hipomaníacos ou maníacos.[43]
4. Constante obsessão em comprar e também insatisfeito o tempo todo.

Embora inicialmente desencadeado por uma necessidade talvez ligeira de se sentir especial, o fracasso das compras compulsivas em realmente satisfazer essas necessidades pode levar a um círculo vicioso de escalada, com eles a experimentar os altos e baixos associados a outros vícios. A “alta” da compra pode ser seguida por um sentimento de decepção e de culpa, precipitando um novo ciclo de compra por impulso. Com a pessoa agora viciada sentindo cada vez mais emoções negativas como raiva e estresse, ela pode tentar se automedicar através de novas compras, seguida novamente de arrependimento ou depressão quando voltar para casa, levando a uma necessidade de comprar mais. Os sintomas acima mencionados são agravados ainda mais pela disponibilidade de dinheiro através do acesso a cartões de crédito e empréstimos bancários fáceis. 
À medida que a dívida aumenta, as compras compulsivas podem tornar-se um ato mais secreto. No momento em que os bens comprados são escondidos ou destruídos, porque a pessoa em causa se sente tão envergonhada da sua dependência, o preço da dependência em termos mentais, financeiros e emocionais torna-se ainda mais elevado.
Observa-se que indivíduos que podem ser considerados viciados em compras apresentam impulsos repetitivos e obsessivos de comprar itens, principalmente quando estão nas proximidades de um ambiente que dá suporte a esse empreendimento, como um shopping. Nesses locais, compram principalmente coisas baratas e de baixo valor, principalmente apenas para satisfazer o desejo de gastar. Normalmente, esses itens acabam sendo devolvidos à loja ou totalmente descartados depois de um tempo. No entanto, de acordo com Zadka e Olajossy, isso raramente funciona, pois esses indivíduos são conhecidos por terem baixa autoestima.

## Consequências
As consequências da compra compulsiva, que podem persistir muito depois de uma farra, podem ser devastadoras, com os casamentos, os relacionamentos de longo prazo e os empregos a sentirem a pressão.  Outros problemas podem incluir histórico de crédito arruinado, roubo ou desfalque de dinheiro, empréstimos inadimplentes, problemas financeiros gerais e, em alguns casos, falência ou dívida extrema, bem como ansiedade e uma sensação de vida fora de controle.  O estresse resultante pode levar a problemas de saúde física e relacionamentos arruinados, ou até mesmo ao suicídio.

## Tratamento
O tratamento envolve a tomada de consciência do vício por meio de estudo, terapia e trabalho em grupo. Uma pesquisa feita por Michel Lejoyeux e Aviv Weinstein sugere que o melhor tratamento possível para o TCC é a terapia cognitivo-comportamental. Eles sugerem que o paciente seja primeiro “avaliado quanto a comorbidades psiquiátricas, especialmente depressão, para que o tratamento farmacológico adequado possa ser instituído”. A sua investigação indica que os pacientes que receberam terapia cognitivo-comportamental durante 10 semanas tiveram episódios reduzidos de compras compulsivas e passaram menos tempo a fazer compras, em comparação com os pacientes que não receberam este tratamento (251).
Lejoyeux e Weinstein também escrevem sobre tratamento farmacológico e estudos que questionam o uso de medicamentos no TCC. Eles declaram que “poucos estudos controlados avaliaram os efeitos do tratamento farmacológico nas compras compulsivas e nenhum demonstrou a eficácia de qualquer medicamento”. (252) O tratamento mais eficaz é fazer terapia e trabalho em grupo para prevenir a continuação desse vício.
Haia et al. relata que a terapia de grupo apresentou os melhores resultados no que diz respeito ao tratamento do transtorno de compra compulsiva. Ele afirma que a terapia de grupo contribuiu com cerca de 72,8% de mudança positiva na redução dos impulsos de gastos compulsivos. Além disso, ele observa que a psicoterapia pode não ser o tratamento de escolha para todos os pacientes com transtorno de compra compulsiva, uma vez que a adequação do método de tratamento ao paciente também é uma consideração importante. Ele sustenta que os tratamentos do transtorno são obrigados a proporcionar uma certa reflexão do contexto em que esse fenômeno se manifesta.
Os inibidores seletivos da recaptação da serotonina, como a fluvoxamina e o citalopram, podem ser úteis no tratamento do TCC, embora as evidências atuais sejam contraditórias.   Antagonistas opioides como a naltrexona e o nalmefeno são tratamentos potenciais promissores para o TCC.  No entanto, uma revisão concluiu que as evidências são limitadas e insuficientes para apoiar a sua utilização atualmente. A naltrexona e o nalmefeno também demonstraram eficácia no tratamento do vício do jogo, um distúrbio associado.